# NGC 826/1
NGC 826/1 је спирална галаксија у сазвежђу Троугао која се налази на NGC листи објеката дубоког неба.
Деклинација објекта је + 30° 44' 22" а ректасцензија 2h 9m 25,1s. Привидна величина (магнитуда) објекта NGC 826 износи 14,6 а фотографска магнитуда 15,4. NGC 8261 је још познат и под ознакама CGCG 504-19, PGC 8230.